# Mikroprotein
Et mikroprotein (også omtalt som microprotein, micropeptid, miniprotein, mikroProtein eller miP (med stort P) er et lille protein eller peptid i størrelse fra ca. 10 til 50-100 aminosyrer. Det er en klasse af proteiner med et enkelt proteindomæne, der kan binde sig til andre proteindomæner. Disse mikroproteiner griber ind i dannelsen af heterodimere, homodimere eller multimere molekylære komplekser.  Ved binding til et større proteinmolekyle reguleres dette proteins aktivitet med en dominerende positiv eller negativ effekt.

Hos dyr, planter og mikroorganismer har mikroproteiner vist sig at have stor indflydelse på biologiske processer.  Et af de primære mål for mikroProteiner er transkriptionsfaktorer, der binder til DNA som dimerer.  Ved blokering af dimeriseringen hindres den normale funktion af transkriptionsfaktoren.
Til forskel fra andre små proteiner og peptider, der afspaltes fra større forstadier, dannes mikroproteiner direkte ud fra små åbne læserammer, smORF, se en:open reading frame. Da der generelt er mange små åbne læserammer i et genom, er der teoretisk mulighed for i hundrevis eller tusindvis af mikroproteiner i en organisme.
Mikroproteiner er analoge med mikroRNA, miRNA.
På grund af mikroproteiners dominerende virkning på de molekyler, som de binder til, undersøges mikroproteiner for potentielle anvendelser som farmaka og inden for bioteknologi. 
Danske forskere har været medvirkende til at udvikle forskningsfeltet mikroproteiner.

## Funktion
Et mikroprotein regulerer et større protein med flere domæner ved at ændre det til et proteinkompleks med nye egenskaber, der kan influere mange vigtige cellulære funktioner og biologiske processer som immunsystemet, planters blomstring, beskyttelse af bakterier mod varme og kulde, muskelfunktion, aktiviteten af mitokondrier og giftigheden af toksin. I nogle tilfælde kædes et mikroprotein sammen med en sygdom.

## Reaktion med transkriptionsfaktorer
Mikroproteiner, der reagerer med transkriptionsfaktorer, er en stor og vigtig gruppe mikroproteiner. De består også kun af et enkelt domæne, et proteinbindende proteindomæne (PPI, se en:Protein–protein interaction), der danner ikke-fungerende heterodimerer med transskriptionsfaktorer.
Det er usikkert om der i forskerkredse er enighed om at kalde denne gruppe mikroproteiner for mikroProteiner (med stort P) eller om denne betegnelse bruges i flæng også om andre funktionelle grupper af mikroproteiner.
Man kan her skelne mellem to typer af mikroprotein-hæmning. Den ene kaldes “homotypic microProtein inhibition”, d.v.s. den finder sted mellem to identiske domæner, medens den anden kaldes “heterotypic microProtein inhibition”, d.v.s. mellem to forskellige domæner. I begge inhiberingstyper blander mikroproteiner sig i de normale reaktioner og forhindrer PPI-domænerne i at reagere med deres normale proteinpartnere.
- ID eller INHIBITOR OF DNA BINDING, det første mikroprotein,der blev fundet
- ZPR eller Little zipper, hæmmer af HD-ZIPIII transkriptionsfaktorer
- MIEFF1-MP (fra en. mitochondrial elongation factor 1 microprotein), hæmmer mitokondriers transkriptionsfaktorer.[4]

## Andre mikroproteiner
En tabel viser 15 mikroproteiner, nogle med navne som Minion, Toddler, DWORF og Nobody. Her er nogle andre eksempler:
- CYREN (fra en. cell cycle regulator of nonhomologous end joining), med en afgørende rolle på DNA repair.

- Myoregulin, hæmmer af SERCA eller 'sarcoplasmic/endoplasmic reticulum calcium ATPase', en ionpumpe der regulerer muskelaktiviteten.[5]

- To hæmmere af CONSTANS hæmmer planters blomstring.

- AcrZ, E.coli overlever nogle antibiotika ved at AcrZ stimulerer en pumpe, der udskiller antibiotikamolekylerne.

- PIGBOS er et mikroprotein på mitokondriers ydre membran, der reagerer med proteiner i andre organeller, f.eks. et protein kaldet CLCC1 i det endoplasmatiske retikulum (ER)

## Eksterne links og henvisninger
1. ↑  New universe of miniproteins is upending cell biology and genetics. Science 2019
2. ↑  Small, but mighty? Searching for human microproteins and their potential for understanding health and disease. Expert Review of Proteomics 2018
3. ↑  "Stephan Wenkel's Lab. Copenhagen Plant Science Centre". Arkiveret fra originalen 13. november 2019. Hentet 13. november 2019.
4. 1 2 3  The Dark Matter of the Human Proteome. The Scientist 2019
5. ↑  Myoregulin. UniProt
6. ↑  Microproteins Role In Human Disease. Biotecnika 2019
7. ↑  Mysterious microproteins have major implications for human disease. ScienceDaily 2019